# Wo ist meine Schwester?
Wo ist meine Schwester? ist ein deutscher Fernsehfilm von Markus Imboden aus dem Jahr 2022. Nach Ein Kind wird gesucht (2017), Die Spur der Mörder (2019) und Ein Mädchen wird vermisst (2021) ist dies der vierte Kriminalfilm mit Heino Ferch in der Hauptrolle als Sonderermittler Ingo Thiel. Das Drehbuch schrieb erneut Katja Röder. Nach der Premiere am 2. Oktober 2022 auf dem Filmfest Hamburg erfolgte die TV-Erstausstrahlung in Deutschland und Frankreich am 7. Oktober 2022 auf ARTE.

## Handlung
Die 31-jährige Amelie verschwindet nach der gemeinsamen Geburtstagsfeier mit ihrer Zwillingsschwester Marie auf dem Heimweg. Amelies Lebensgefährte, der Rettungssanitäter Jonas, verständigt nach seiner Heimkehr von der Spätschicht die Polizei, da er seine Freundin in der gemeinsamen Wohnung nicht vorfindet. Ingo Thiel und seine Kollegen nehmen die Ermittlungen auf. Als erstes sehen sich die Ermittler in Amelies Wohnung um und setzen einen Mantrailer ein. Der zeigt ihren Weg direkt vom Ort, wo die Zwillinge gefeiert hatten, nach Hause an. Im Park wird einer ihrer Ohrclips gefunden, doch von ihr selbst und ihrem Handy fehlt jede Spur. Ihrer Schwester Marie fällt am nächsten Tag auf, dass Amelies Lieblingsdecke nicht mehr da ist. Dies könnte dafür sprechen, dass sie freiwillig gegangen ist und sie mitgenommen hat, oder dass jemand ihre Leiche darin eingewickelt hat.
Für Marie, ihre Mutter und Amelies Freund Jonas beginnt eine extrem belastende Zeit. Zudem werden sie laufend von den Ermittlern zu vielen Details befragt. Dabei können sie nicht ausschließen, dass eine Beziehungstat vorliegt und der Opioid-abhängige Jonas zum Täter geworden ist. Für Amelies Mutter steht das außer Frage, denn sie hat die Gabe, Menschen bei Berührung einschätzen zu können. Jonas beurteilt sie zweifelsfrei als guten Menschen. Thiel sieht Jonas dagegen als Lügner an. Um das absichern zu können, kontaktiert er eine Expertin, die den Notruf analysiert. Auch sie kommt zu der Erkenntnis, dass Jonas ihnen etwas vorspielt. Als seine Wohnung und sein Auto durchsucht werden, können Faserspuren der gesuchten Decke im Kofferraum gesichert werden. Nachweislich befinden sich daran Blutspuren, die eindeutig von Amelie stammen. Jonas kann dies erklären, weil Amelie sich im Sommer beim Baden am Fuß verletzt hatte und sie die Decke dabei hatten. Marie kann die Verletzung bestätigen, was Jonas entlastet. Zudem gibt es kein Tatmotiv.
Thiel sucht nach möglichen Auslösern für Amelies Verschwinden und erfährt von ihrer Schwester von einer Äußerung. So habe sie zu Marie gesagt: „So brav wie Du denkst, bin ich gar nicht.“ Nachforschungen führen zu einer Affäre, die Amelie mit Gunnar König hatte, einem Mitarbeiter des Jugendclubs, bei dem sie zeitweise arbeitete. Es stellt sich heraus, dass sie von ihm schwanger ist, er aber Probleme mit seiner Familie befürchtet. Als Marie das erfährt, steht für sie Jonas’ Täterschaft fest. Auch Thiel findet einen weiteren Hinweis, der Jonas belastet. So wurde dessen Auto in der Nacht des Verschwindens geortet, obwohl Jonas ausgesagt hatte, nach seiner Schicht fest geschlafen zu haben. Er schweigt anfangs zu der Beschuldigung, verstrickt sich dann aber mehr und mehr in Widersprüche. Thiel lässt ein Waldgebiet absuchen, das als Zielort von Jonas nächtlicher Fahrt in Frage kommt. Hier wird zwar die gesuchte Decke gefunden, aber keine Leiche. Jonas wird festgenommen, schweigt aber weiter, sodass Thiel zu einem Trick greift. Er bittet Marie sich wie Amelie zu kleiden und Jonas in Konflikt zu bringen. Das gelingt und er verrät, was vorgefallen war. So habe er die Nerven verloren, als Amelie ihm an jenem Abend von der Affäre und ihrer Schwangerschaft erzählt hätte. Bereitwillig zeigt er den Ermittlern die Stelle, wo er Amelie in einem See versenkt hatte.

## Hintergrund
Die Dreharbeiten zu Wo ist meine Schwester? fanden im Jahre 2021 in Köln und Umgebung statt. Der Film entstand im Auftrag des ZDF und Arte durch die Lailaps Pictures GmbH.

## Rezeption

### Kritiken
Martina Kalweit meinte bei tittelbach.tv: „‚Wo ist meine Schwester?‘ (Lailaps Films) ist längst nicht so komplex wie der Fall Mirko zum Einstand der Reihe. Dem Konzept der schnörkellosen Ermittlungsarbeit treu bleibend, gewinnt der Fall durch die Besetzung der Episodenhauptrolle. Martina Gedeck verkörpert als Mutter der Vermissten eine Frau, die im Zuschauer ambivalente Gefühle weckt und Chefermittler Thiel auf Augenhöhe begegnet. Schimmernder Stern in einem allzu überschaubaren Kosmos.“
Für die Evangelisch.de wertete Tilmann P. Gangloff: „Wie in den anderen Filmen ist die Umsetzung denkbar zurückhaltend. Dazu passt auch das Spiel von Heino Ferch. Der Schauspieler neigt ohnehin nicht zu übertriebener Mimik, aber den Mönchengladbacher Kommissar hat er von Anfang noch sparsamer angelegt als sonst. Typisch für diese Zurückhaltung ist der Moment, als Thiel seinem Frust freien Lauf lässt und einen Schrei ausstößt; aber der ist erst zu hören, als er aus dem Bild gegangen ist.“
Oliver Armknecht von film-rezensionen.de meinte: Der Film „nutzt wie schon diverse Vorgänger der Reihe einen Vermisstenfall, um sich die Figuren näher anzuschauen. Dieses Mal gibt es dabei aber nichts Interessantes zu entdecken. Der Film überzeugt trotz erstklassigen Ensembles weder als Drama noch als Krimi, wenn er zu oberflächlich und zu langweilig ist, an manchen Stellen auch irritierend.“ „Die einst wegen ihrer dokumentarischen Inszenierung so sehenswert gestartete Reihe kommt einfach nicht mehr aus ihrem Tief heraus.“
Bei quotenmeter.de wertete Oliver Alexander: „Die Inszenierung des Films gerät […] zwar solide, aber uninspiriert. Regisseur Markus Imboden findet kaum markante Bilder oder kreative Einfälle, die ‚Wo ist meine Schwester?‘ visuell aus der Masse der Fernsehkrimis herausheben würden. So fehlt es diesem Film am Ende gerade an Überraschungen und Innovationen, während er zusehends an seiner Vorhersehbarkeit und der fehlenden Tiefe der Charaktere krankt. Trotzdem gefällt das einfühlsame Spiel der Schauspieler, die in dieser manchmal allzu dünnen Vorlage noch einige glaubhafte Töne finden.“

### Einschaltquoten
Fast ein halbes Jahr nach der TV-Premiere am 7. Oktober 2022 auf Arte wurde Wo ist meine Schwester? am 20. März 2023 dann als Fernsehfilm der Woche auch erstmalig im ZDF gesendet, was von 6,84 Millionen Zuschauern verfolgt wurde und somit einen Marktanteil von 25,2 Prozent erreichte. Aus der Zielgruppe der 14- bis 49-jährigen Zuschauer sahen sich 0,52 Millionen den Film an, was einem Marktanteil von 8,6 Prozent entsprach.